# Serra Malagueta
Serra Malagueta es una localidad caboverdiana del municipio de Santa Catarina.

## Geografía
La localidad está situada en la isla de Santiago.

## Organización territorial
La localidad abarca los lugares y barrios de:
- Chã Baixo
- Chã de Casa
- Chã de Curral
- Cutelo Gomes
- Cutelo Lopes
- Ilhéu de Carriço
- Locotano
- Montona
- Ovo Bode
- Ponta Achada
- Ponta Cham
- Posto
- Rosto Branco
- Sechane